# Xã Pulaski, Quận Williams, Ohio
Xã Pulaski (tiếng Anh: Pulaski Township) là một xã thuộc quận Williams, tiểu bang Ohio, Hoa Kỳ. Năm 2010, dân số của xã này là 2.357 người.